# Stephania aculeata
Stephania aculeata är en tvåhjärtbladig växtart som beskrevs av Frederick Manson Bailey. Stephania aculeata ingår i släktet Stephania och familjen Menispermaceae. Inga underarter finns listade i Catalogue of Life.